# Kainbach bei Graz
Kainbach bei Graz è un comune austriaco di 2 722 abitanti nel distretto di Graz-Umgebung, in Stiria.